# Nyctimystes pulcher
Nyctimystes pulcher es una especie de anfibio de la familia Pelodryadidae.  Vive en la isla de Nueva Guinea.  Vive en los lados de montañas a 1500 metros sobre nivel del mar.  Vive por el medo de la isla, en ambos Indonesia y Papúa Nueva Guinea.
Es una de las especies más largas del género Nyctimystes.